# استان جازان
استان جازان (به عربی: منطقة جازان)، نام استانی است در جنوب غربی کشور عربستان سعودی واقع در شبه جزیره عربستان است. ساکنان آن مسلمان اهل سنت هستند. اقلیتی از شیعیان زیدی نیز ساکن هستند.